# Sehnsucht (1921)
Sehnsucht (Arbeitstitel: Bajazzo) ist ein deutsches Filmdrama von 1921 nach dem Manuskript Der nie geküßte Mund von Carl Heinz Járosy.

## Handlung
Der russische Student Iwan lebt – verarmt – in der Schweiz. Da wird er unerwartet von einer entfernten Verwandten, Fürstin Wirsky, nach Russland eingeladen. Zur Finanzierung der Reise verdingt er sich als Bote für Revolutionäre, die Großfürst Wirsky entmachten wollen. In Moskau übergibt er die Nachricht und verliebt sich in die Tochter des Revolutionärs, Marja. Doch Marjas Vater liebt die Fürstin Wirsky und will die Revolutionäre verraten. Da sich die Fürstin jedoch in Iwan verliebt, lässt sie aus Eifersucht Marja nach Sibirien deportieren. Aus Rache erwürgt Iwan die Fürstin. Er verbringt den Rest seines Lebens damit, in Sehnsucht nach Marja, die er nie geküsst hat, zu vergehen. Als er eines Tages die Nachricht von Marjas Tod erhält, begeht er Suizid.

## Hintergrund
Produziert wurde der Film von der Mosch-Film Richard Mosch Berlin und der Lipow-Film Berlin. Die Kostüme entwarf Charles Drecoll, die Bauten Robert Neppach. Der Film hatte eine Länge von fünf Akten auf 1.765 Metern, das entspricht in etwa 77 Minuten. Die Zensur belegte ihn am 18. Oktober 1920 mit einem Jugendverbot (B. 597). Die deutsche Erstaufführung war im Februar 1921. Der Film gilt als verschollen.